# Бела Імреді
Бе́ла І́мреді (угор. Vitéz ómoraviczai Imrédy Béla; *29 грудня 1891, Будапешт — †28 лютого 1946, Будапешт) — прем'єр-міністр Угорщини в 1938–1939 роках.

## Життєпис

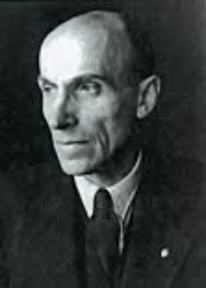
Бела Імреді

Народився в католицькій родині. Вивчав право, потім поступив на роботу в міністерство фінансів, в 1928 призначений директором Угорського національного банку.
Будучи виключно амбіційним, Імреді дотримувався правих поглядів з питань внутрішньої та соціальної політики. З питань зовнішньої політики він займав пробританську позицію, завдяки якій зайняв посаду міністра економічної координації в уряді К. Дараньї. Після відставки Дараньї в травні 1938 Імреді був призначений на посаду прем'єр-міністра регентом Міклошем Горті.
Спроби Імреді поліпшити дипломатичні відносини Угорщини з Великою Британією спочатку привели до ускладнень у ставленні до нього Німеччини та Італії. Імреді, однак, незабаром зрозумів, що не може ігнорувати зростаючий німецько-італійський вплив в угорській політиці, і вже до осені 1938 його зовнішня політика стала значною мірою пронімецькою і проіталійською. Імреді також прагнув знайти підтримку в правих колах, заснувавши Рух угорського життя. Йому вдалося придушити вплив опонентів у правому таборі.
В лютому 1939 р. помірні опоненти Імреді, стурбовані його зростаючими поступками Німеччини і правим колам в Угорщині, надали регенту Горті документи, що свідчать про те, що у нього була єврейська прабабуся. Коли Горті показав ці документи Імреді, той не зміг їх заперечувати і подав у відставку 13 лютого. Короткий час Імреді служив в угорській армії в 1940 р., а в жовтні того ж року він заснував Партію угорського відродження.
Коли німецькі війська окупували Угорщину в 1944, німецький посланець Едмунд Веєзенмайер рекомендував його регенту Горті замість колишнього прем'єр-міністра Міклоша Каллаї, проте Горті призначив на цю посаду Деме Стояї. У травні 1944 р. Імреді обійняв посаду міністра економічної координації. В серпні був змушений піти у відставку.
Імреді був заарештований і в листопаді 1945 р. і відданий під суд Народного трибуналу. Звинувачений у військових злочинах і був засуджений до смертної кари та розстріляний у в'язниці Марко в Будапешті в 1946 році.